# Peñacerrada-Urizaharra

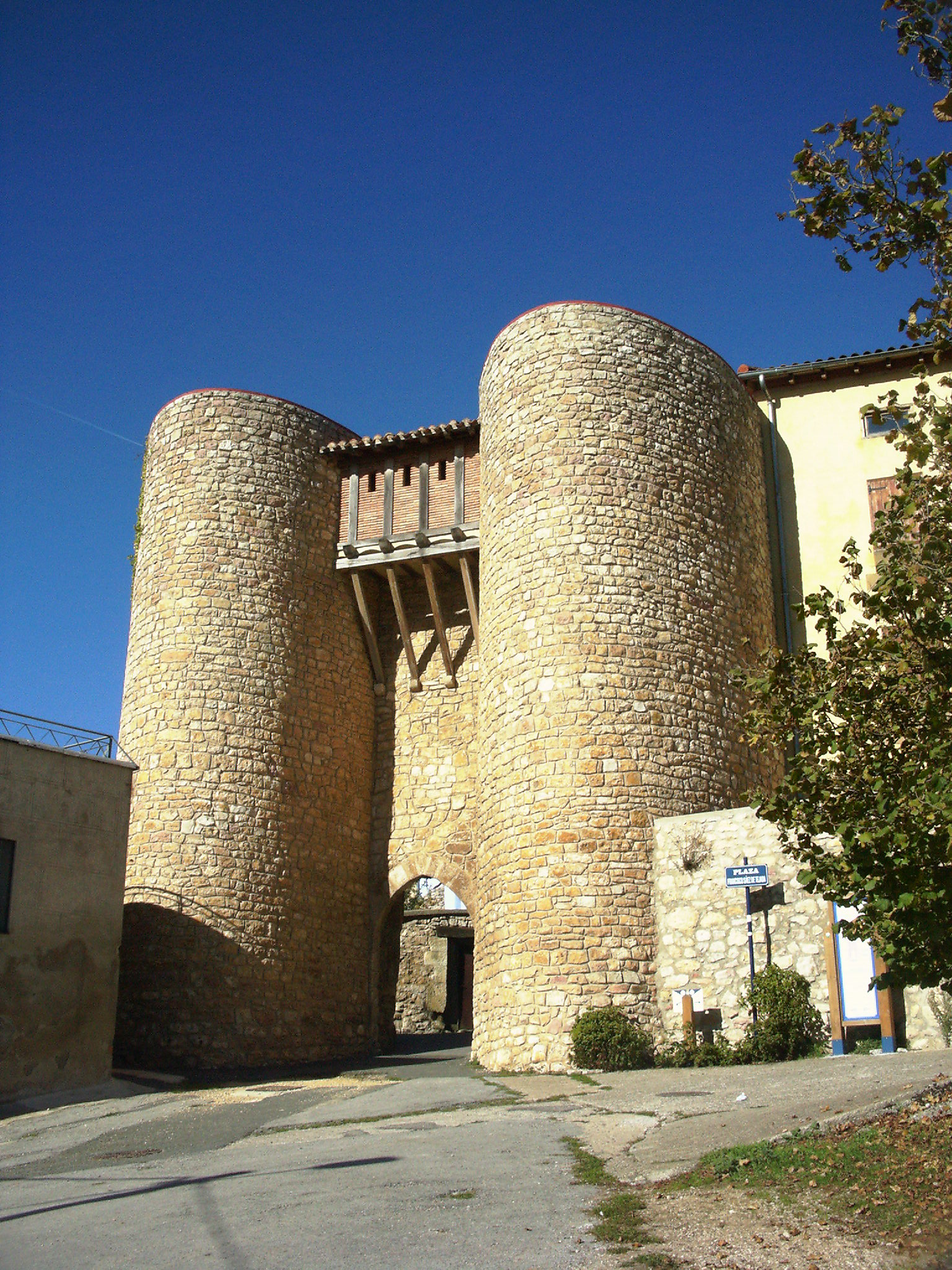
Kiến trúc đô thị Peñacerrada

Peñacerrada (Basque: Urizaharra) là một đô thị trong tỉnh Álava, thuộc Xứ Basque, phía bắc Tây Ban Nha.
Đô thị này cách thủ phủ Victoria 25 km, có diện tích 57,06 km² và dân số là 253 người (INE 2007), mật độ dân số là 4,43 người/km². Mã số bưu chính là 01212